# شرف بن عبد المحسن البركاتي
شرف بن عبد المحسن بن حازم البركاتي والبركاتي نسبة إلى جده الشريف بركات الثالث بن محمد، كان من كبار الأشراف في إمارة الشريف حسين بن علي على مكة المكرمة، وعلم من أعلامهم، وكان له نفوذ بينهم، وترجم له الشيخ محمد بن نصيف أحد وجهاء مدينة جدة ومعاصريه فقال: «كان الشريف شرف بن عبد المحسن البركاتي كثير المطالعة لكتب التاريخ والأدب، جميل الخَلْقَ والخُلُق، لطيف المعشر حلو الحديث».

## نشأته
ولد شرف البركاتي سنة (1283هـ-1864م) تقريباً في قرية أبو عروة وعاش في كنف أبيه عبد المحسن أمير وادي مر الظهران المعروف اليوم بوادي فاطمة، فتلقى العلم على الطريقة المألوفة في ذلك الوقت، بإدخاله في كتاب القرية الذي في مسجد جَدّه حازم بن غالب بن حسين البركاتي، ثم في حلقات العلم بالمسجد الحرام بمكة المكرمة.

## مناصبه
- عين قائم مقام لإمارة مكة المكرمة في 10 محرم سنة 1335هـ في عهد الحسين بن علي الهاشمي ، قال الشيخ محمد نصيف: »كان قائم مقام إمارة مكة المكرمة في عهد الشريف حسين، وكان يقضي بين الناس من أهل البادية في قصر الإمارة، وما كان يصدر حكماً إلا بحضور عالم من علماء مكة للفتوى، ولتكون الأحكام موافقة للشريعة المطهرة.[6]
- عين في منصب »معتمد« وكيل الوكالة العربية الهاشمية في القاهرة في 29 محرم سنة 1337هـ.[7][8]
- عين نائباً لوكالة الخارجية نظراً لاستقالة الأمير عبد الله بن الحسين من وكالة الخارجية في 20 رمضان سنة 1338هـ.
- عين في عهد الملك عبدالعزيز في رئاسة هيئة المراقبة الادارية التي تحولت إلى لجنة التحقيق والتفتيش سنة 1349هـ/1930م برئاسة الشريف شرف بن عبد المحسن البركاتي وعضوية: السيد هاشم سلطان والشيخ محمد نصيف والشيخ محمد العماري، والتي كانت وظيفتها التحقيق في القضايا التي تحال إليها من قبل الأمير فيصل بن عبد العزيز نائب الملك آنذاك وملك المملكة العربية السعودية فيما بعد -رحمه الله- فتدقق في القضايا التي تكون خارجة عن الأمور المتعلقة بالمحاكم الشرعية.[9]

## مصنفاته
- الرحلة اليمانية لصاحب الدولة أمير مكة المكرمة الشريف حسين وأعماله في محاربة الإدريسي مع جغرافية البلاد العربية وأسماء قبائلها. حيث صاحب حسين بن علي في زيارته لأبها وبارق وبلاد الحجر والقنفذة.

## وفاته
توفي ليلة الأربعاء، وشيعت جنازته في ضحى يوم الأربعاء 25 شوال سنة 1358هـ الموافق 6 ديسمبر سنة 1939م، ودفن في مقبرة المعلاة في مكة المكرمة.